# جوائز خيار الشعب
جوائز خيار الشعب هو حفل جوائز أمريكي يقام سنوياً للسينما والتلفزيون والموسيقى، ويتم التصويت عن طريق الجمهور. بث لأول مرة عام 1975 على شبكة سي بي اس ولايزال يعرض عليها.

## فئات الجوائز
- أفضل ممثل
- أفضل ممثلة